# Gare de Clarkson
Pour les articles homonymes, voir Clarkson.
La gare de Clarkson est une gare ferroviaire située au quartier Clarkson à Mississauga en Ontario. La gare dessert la ligne Lakeshore West entre Toronto et Hamilton, exploitée par GO Transit.

## Situation ferroviaire
La gare est située à la borne 16,7 milles (26,9 km) de la subdivision Oakville du Canadien National, entre les gares de Port Credit et d'Oakville. À l'est de la gare, la subdivision traverse la rivière Credit et approche la gare de Port Credit. La gare de triage d'Oakville du CN est située à l'ouest de la gare, avant la gare d'Oakville.

## Histoire
Bien qu'aucune gare n'ait été construite ici à l'origine, le Great Western Railway a traversé la ville de Clarkson en 1855. La première gare n'apparaît sur les horaires qu'après que la compagnie rivale Grand Tronc a pris le contrôle du Great Western en 1882. Il s'agissait d'un petit abri et d'un quai construits sur la propriété de Warren Clarkson, et appelés à l'origine Clarkson's en abrégé de « Clarkson's Corners » (coins de Clarkson), situé à proximité. Le bâtiment lui-même ne contenait guère plus que le bureau de l'agent de la gare, et au lieu d'une véritable salle d'attente, il disposait de places assises à l'extérieur, sous un auvent, à côté de lui.
Au début des années 1900, le Grand Tronc a construit une gare plus grande pour remplacer la précédente, qui était inadaptée, afin de pouvoir accueillir la population croissante de la communauté voisine. C'est à cette époque qu'elle fut connue comme la « capitale de la fraise de l'Ontario » et, en 1915, un panneau fut placé à la gare, sur lequel on pouvait lire : « Cette gare voit passer plus de fraises que n'importe quelle autre gare en Ontario ». C'est à cette époque que le nom de la gare a perdu son apostrophe, passant de Clarkson's à Clarksons. L'intérieur de la gare comprenait une salle d'attente et une salle des marchandises, le bureau de l'agent de la gare étant situé dans la baie vitrée entre les deux. Pendant une période indéterminée, il y eut également un petit auvent à l'extrémité ouest du quai. Après la nationalisation du Grand Tronc, en difficulté financière, et sa fusion avec le Canadien National en 1923, le CN a poursuivi la tendance en raccourcissant le nom de la gare à Clarkson.
La popularité croissante de l'automobile au début et au milieu du XXe siècle a entraîné une baisse du nombre de passagers. L'achèvement d'une route à quatre voies divisées, initialement appelée Middle Road, aujourd'hui connue sous le nom de Queen Elizabeth Way, entre Toronto et Hamilton, a encore aggravé la situation. Elle était parallèle à la voie ferrée, à environ 1,5 kilomètre au nord de la gare de Clarkson. Le 15 décembre 1962, un brûleur à mazout défectueux a provoqué l'incendie de la gare. L'incendie a complètement détruit la gare et de nombreux colis de Noël à l'intérieur de la salle des marchandises. Le CN n'a jamais construit de gare de remplacement, mais cinq ans plus tard, la nouvelle agence provinciale GO Transit en a construit une à un kilomètre à l'ouest, en 1967.
Un garage de stationnement supplémentaire de 1 200 places a été construit en juin 2014.

## Service des voyageurs

### Accueil
La billetterie de GO Transit est ouverte en semaine de 6h à 20h45, les fins de semaine et jours fériés de 9h30 à 16h45. L'ambassadeur de la gare GO peut aider les clients à configurer un type de tarif ou à définir un trajet par défaut sur la carte Presto. Les clients disposent également d'options en libre-service, notamment l'achat d'un billet papier dans un distributeur automatique de billets, le chargement d'une carte Presto dans un distributeur automatique de billets compatible avec Presto, l'achat d'un billet électronique avec leur smartphone et le paiement au valideur avec une carte de crédit sans contact ou une carte Presto.
La gare est équipée d'une salle d'attente, des abris de quai chauffés, des toilettes publiques, d'un dépanneur, de Wi-Fi, et le point de ramassage de PC Express, le service d'épicerie en ligne. Elle est accessible aux fauteuils roulants.

### Desserte
La gare dessert les trains de la ligne Lakeshore West toutes les 15 à 30 minutes tous les jours. Durant les périodes de pointe, les trains en direction ouest terminent leurs trajets aux gares d'Aldershot, d'Hamilton, de West Harbour, et de Niagara Falls. Hors pointe, tous les trains en direction ouest terminent leurs trajets aux gares d'Aldershot et de West Harbour, avec des correspondances vers Hamilton, Brantford et Niagara Falls. Tous les trains en direction est terminent à la gare Union de Toronto, la plupart d'eux continuant vers la gare d'Oshawa de la ligne Lakeshore East.
Les trains du Corridor de VIA Rail vers Toronto, London et Windsor empruntent la même voie mais ne s'arrêtent pas à la gare.

### Intermodalité
La gare dispose des stationnements incitatifs avec une zone réservée au covoiturage, un stationnement incitatif, et une station d'autopartage de Zipcar.
La ligne 21B de GO Transit relie la gare de Clarkson, la station Erin Mills de Transitway de Mississauga, les gares de Streetsville et de Meadowvale, le centre commercial Meadowvale Town Centre et la gare de Lisgar hors pointe, en fonction des horaires du train Lakeshore West. La ligne 21D suit le même parcours, sans desservir la gare de Streetsville.
Elle est desservie par les bus de MiWay et d'Oakville Transit suivants :
MiWay
- La 13 Glen Erin est un service local qui circule sur le chemin Southdown, Erin Mills Parkway et Glen Erin Drive, desservant les centres commerciaux Sheridan Centre, Millway Plaza, South Common, Erin Mills Town Centre, Glen Erin Centre, Glen Erin Shopping Centre et Meadowvale Town Centre tous les jours.
- La 14 Lorne Park est un service local qui dessert le quartier Lorne Park et la gare de Port Credit en semaine. Durant les périodes de pointe, la 14A dessert le parc industriel au sud de la gare de Clarkson.
- La 23 Lakeshore est un service local qui circule sur le chemin Lakeshore, desservant les gares de Port Credit et de Long Branch tous les jours.
- La 29 Park Royal-Homelands est un service local qui dessert les quartiers Park Royal, Sheridan Homelands et Erin Mills, via les centres commerciaux Sheridan Centre, Woodchester, Glen Erin Commons et South Common, et termine son trajet à la station d'Erin Mills de Transitway de Mississauga tous les jours.
- La 45 Winston Churchill est un service local qui circule sur le boulevard Winston-Churchill et dessert la station Winston Churchill de Transitway, et le centre commercial Meadowvale Town Centre tous les jours. Durant les périodes de pointe, la 45A dessert également le parc industriel sur Speakman Drive.
- La 110 University Express est un service express qui relie la gare de Clarkson, le centre commercial Sheridan Centre, l'Université de Toronto à Mississauga, le mail South Common, la station Erin Mills de Transitway, et le centre commercial Square One tous les jours.

Oakville Transit
- La 4 Speers-Cornwall est un service local qui circule sur les chemins Speers et de Cornwall, reliant les gares de Bronte, d'Oakville et de Clarkson tous les jours.
- La 11 Linbrook est un service local qui circule sur les chemins Linbrook et Devon, reliant les gares d'Oakville et de Clarkson du lundi au vendredi.
- La 12 Winston Park est un service local qui dessert le quartier résidentiel Clearview et le parc industriel de Winston Park du lundi au vendredi.